# Time Capsule

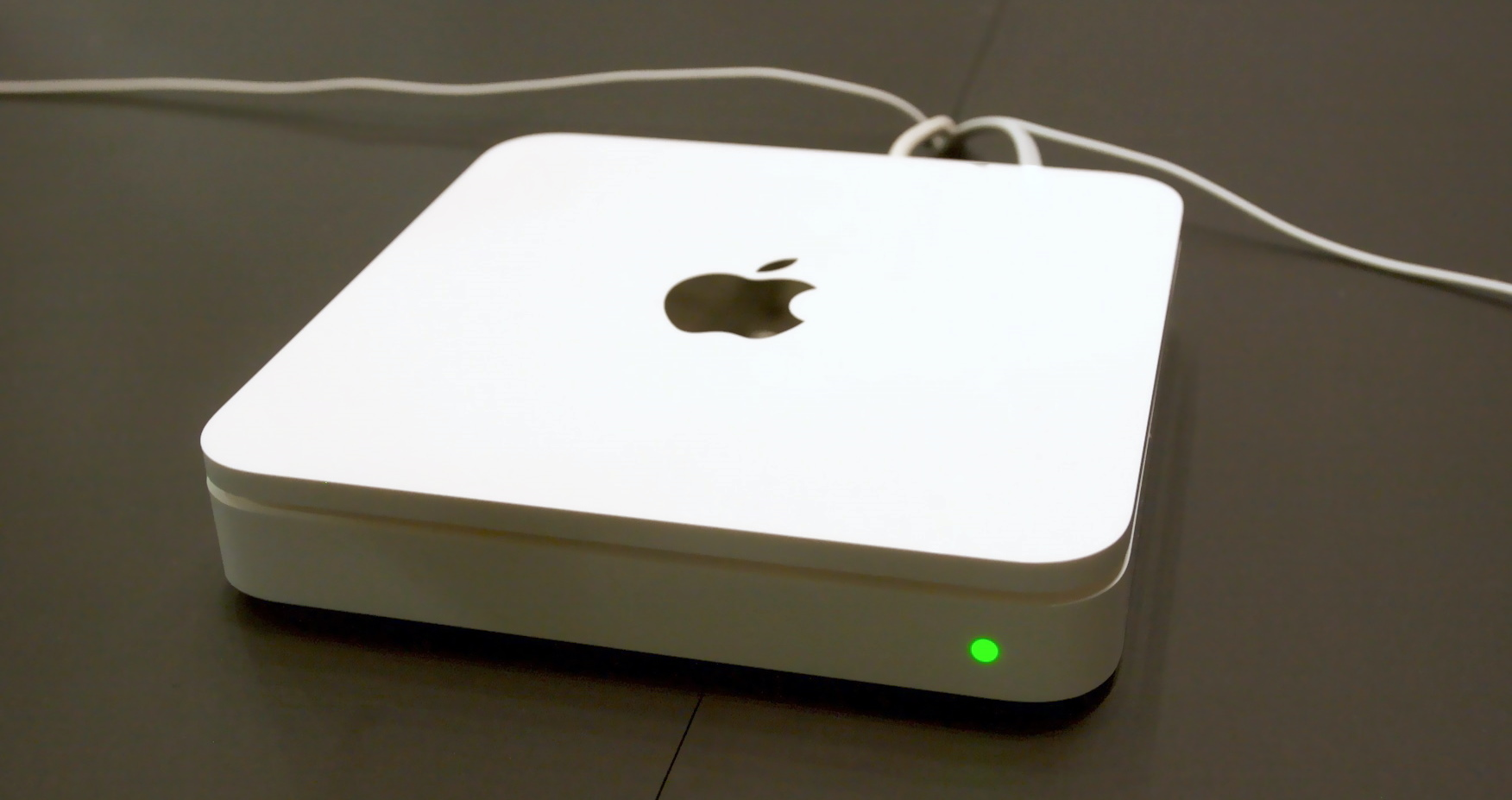
Time Capsule

Time Capsule es un periférico inalámbrico de network-attached storage, acompañado de un enrutador creado y comercializado por Apple Inc. Fue presentado en la Macworld Conference & Expo el 15 de enero de 2008 y fue lanzado al mercado el 29 de febrero del mismo año, con un precio anunciado de $299, la versión de 500 GB y de $499, la versión de 1 TB. Son, esencialmente, versiones del  AirPort Extreme con un disco duro interno.
Es descrito como un "aparato de copias de seguridad", diseñado para trabajar en conjunto con el software de backup Time Machine, introducido con el sistema operativo Mac OS X v10.5 "Leopard". Una de las funciones claves de Time Capsule es la posibilidad de realizar backups automáticos a distancia con ayuda de Time Machine, aunque también puede llevarlas a cabo por medio de otro sistema operativo, como Microsoft Windows o GNU/Linux. 
El aparato incluye una estación base completa AirPort inalámbrica IEEE 802.11n, un puerto WAN Ethernet, tres puertos LAN Ethernet y un puerto USB. El puerto USB puede ser usado por un disco duro externo o por una impresora para ser compartido por medio de una red.

## Mejoras
A inicios de 2009, Apple lanzó un modelo más nuevo que ofrece una operación simultánea de banda dual de 802.11n para permitir a aparatos más antiguos usar las velocidades inalámbricas más lentas sin afectar el rendimiento global de los aparatos que pueden usar las velocidades mayores de 802.11n. En esta nueva versión, también fue lanzado el sistema de red de invitados que permite a los invitados ingresar con una contraseña diferente para asegurar que su red privada se mantenga como privado. Asimismo, en julio de 2009, Apple duplicó el espacio de almacenamiento del disco duro que viene con cada modelo. El Time Capsule de $299 almacena 1 TB (en lugar de los 500 GB iniciales) y la configuración de $499 alberga 2 TB (en lugar de 1 TB). Al reconfigurar la antena interna inalámbrica, Apple logró una mejora del 50 % en el rendimiento y 25 % mejor rango inalámbrico en el modelo de cuarta generación.